# Shinhwa
Shinhwa (hangul: 신화; hancha: 神話) – popularny południowokoreański boysband, założony 1998 roku przez SM Entertainment. Składa się z sześciu członków (trzech wokalistów i trzech rapperów): Eric Mun, Lee Min-woo, Kim Dong-wan, Shin Hye-sung, Jun Jin i Andy Lee. Zespół zadebiutował 24 marca 1998 roku, obecnie zarządzany jest przez Shinhwa Company, jest najdłużej aktywnym boysbandem w historii k-popu.
Shinhwa w języku koreańskim oznacza mit, legendę.
Grupa była jednym z pierwszych sukcesów SM Entertainment, wraz z H.O.T. i S.E.S. Po wygaśnięciu kontraktu w lipcu 2003 zespół przeniósł się do innej wytwórni – Good Entertainment, w której, pod nazwą Shinwha, członkowie skupili się na solowych karierach w indywidualnych spółkach. Shinhwa udali się na czteroletnią przerwę w 2008 roku, podczas której członkowie zespołu odbywali obowiązkową służbę wojskową. W 2011 roku, gdy większość członków wróciła z wojska, założyli Shinhwa Company w celu ułatwienia sobie kariery zarówno w zespole, jak i indywidualnie. W marcu 2012 roku ukazał się ich dziesiąty album pt. The Return i udali się w trasę koncertową, zostając pierwszym koreańskim boysbandem, który nie rozpadł się po obowiązkowej służbie wojskowej członków.

## Historia

### 1998–2001: Formacja, zmagania z brakiem popularności i przełom
SM Entertainment zwerbowała Shin Hye-sunga poprzez przesłuchania w Los Angeles. Firma dołączyła go z Andym Lee, który nie mógł dołączyć do poprzednio utworzonego zespołu H.O.T. ze względu na zastrzeżenia jego rodziców. Niedługo po tym po powrocie do Korei po latach nauki w Kalifornii do grupy dołączył Eric Mun. Agenci SM Entertainment odkryli również Lee Min-woo podczas studenckiego konkursu tanecznego, w którym zdobył pierwsze miejsce, i Kim Dong-wana przez casting uliczny. Kim Dong-wan był początkowo zainteresowany aktorstwem, ale dołączył do zespołu po obejrzeniu filmu z istniejącymi członkami. Jun Jin był ostatnim członkiem, który dołączył do zespołu po rekomendacji swojego przyjaciela Kangta z H.O.T.. Przed wydaniem debiutanckiego albumu, Eric i Andy pojawili się po raz pierwszy w 1997 roku jako raperzy w piosence „I’m Your Girl” innego zespołu zarządzanego przez SM Entertainment – S.E.S.
Sześcioosobowa grupa wystąpiła po raz pierwszy 24 marca 1998 roku w programie KM Music Tank, wykonując utwór Haegyeolsa (kor. 해결사, ang. Resolver). Debiutancki album Haegyeolsa ukazał się 1 maja 1998 roku. Główny singel z płyty jest jedną z lepiej znanych piosenek grupy, ale nie okazał się być hitem wśród ówczesnej publiczności. Inny singel z albumu, „Eusha! Eusha!” (kor. 으샤! 으샤!), miał zupełnie inne brzmienie, bardzo przypominające „Candy” zespołu H.O.T., przez co Shinhwa byli krytykowani za bycie jedynie kopią H.O.T. i nie oferowanie niczego nowego. Mimo że album odniósł pewien sukces, okazał się być rozczarowaniem, a zespół znalazł się na granicy rozpadu.
Drugi album zespołu, pt. T.O.P., ukazał się 19 kwietnia 1999 roku. Odniósł znaczący sukces z głównym singlem. Album ten zadebiutował na czwartym miejscu, ostatecznie osiągając trzecią pozycję i sprzedając się w liczbie ponad 377 500 egzemplarzy. Grupa otrzymała nagrodę „Najlepszego Teledysk” podczas Mnet Asian Music Awards.
Only One (wydany w maju 2000) został pierwszym, który zadebiutował na szczycie listy. Wspierany przez trzy single: „Only One”, „All Your Dreams” i „First Love” sprzedał się w liczbie ponad 433 tys. egzemplarzy, a Shinhwa zdobyli w owym roku trzy nagrody: „Nagrodę Popularności” z SBS Gayo, nagrodę Bonsang z KMTV oraz „Popular Singers Award”. W styczniu Shinhwa zorganizowali swój pierwszy koncert, First Mythology. Czwarty album zespołu, Hey, Come On!, został wydany 28 czerwca 2001 roku i był promowany przez piosenki „Hey, Come On!” i „Wild Eyes”, z których ostatnia dała początek wielu coverom tanecznym ze względu na swoją choreografię wykorzystującą krzesła. Album odniósł sukces komercyjny, sprzedano ponad 430 700 egzemplarzy. Shinhwa związani byli z wieloma kontrowersjami w tym czasie, włączając w to kontrolę nieobecności członka Andy’ego i rzekomy plagiat popularnego singla Shinhwy, „Hey, Come On!”, przez tajwański zespół muzyczny Energy.

### 2002–2003:My Choice,Perfect Man,Weddingi aktywności solowe
Ich pierwszy album kompilacyjny My Choice (26 stycznia 2002) zawierał ulubione piosenki członków i niektóre z ich najpopularniejszych utworów. W przeciwieństwie do dużej sprzedaży Hey, Come On!, kompilacja spotkała się z umiarkowanym sukcesem, zajęła 4. pozycję na liście albumów sprzedając się w liczbie 183 098 kopii. Kilka miesięcy po wydaniu My Choice Shinhwa wydali piąty album studyjny, Perfect Man, 29 marca 2002 roku. Płyta zadebiutowała na szczycie koreańskiego miesięcznego wykresu. Album był promowany przez single „Perfect Man” i „I Pray 4 U”. Ostateczna sprzedaż przekroczyła 362 tys. egzemplarzy, a album został sklasyfikowany na 14 pozycji rocznej listy albumów w 2002 roku.
Shinhwa przeszli do historii koreańskiego przemysłu muzycznego stając się najdłużej działającym koreańskim boysbandem wraz z wydaniem szóstego albumu Neoui Gyeolhonsik (Wedding) w grudniu 2002 roku. Album zadebiutował 3. miejscu i sprzedał się w liczbie ponad 273 700 egzemplarzy. Był to ostatni wydany album przed wygaśnięciem kontraktu z SM Entertainment, która zaoferowała wszystkim członkom, z wyjątkiem Dong-wana, przedłużenie umowy. Zespół wspólnie zdecydował się na podpisanie umowy z Good Entertainment, co doprowadziło do procesu sądowego o zachowanie nazwy zespołu, który wygrali. Ponieważ kontrakt z Good Entertainment miał się rozpocząć dopiero w 2004 roku, członkowie zespołu rozpoczęli solową działalność w 2003 roku: Min-woo rozpoczął karierę solową pod jako „M”, wydając swój pierwszy album zatytułowany Un-touch-able, podczas gdy Hye-sung, wspólnie z Kangta i Lee Ji-hoon, utworzył grupę projektową S. Jun Jin rozpoczął karierę aktorską rolą w serialu Gumiho oejeon. Andy i Jun Jin zagrali także w koreańskim sitcomie Nonstop 4 oraz Banjun Drama.
30 grudnia 2003 roku wydali album kompilacyjny Winter Story, który sprzedał się w liczbie ponad 100 tys. egzemplarzy. Od 18 kwietnia do 20 kwietnia trwała seria koncertów The Everlasting Mythology, a w grudniu rozpoczęła się trasa Winter Story Tour 2003–04.

### 2004–2006:Brand New,State of the Arti trasa azjatycka
Pierwszy album zespołu z Good Entertainment – Brand New (sierpień 2004), zadebiutował na trzecim miejscu miesięcznego rankingu przebojów, zajmując pierwsze miejsce w listopadzie i sprzedając się w liczbie ponad 320 tys. egzemplarzy. Członkowie zespołu mieli większą kontrolę twórczą nad krążkiem: Eric i Min-woo przyczynili się do jego produkcji, a Jun Jin – choreografii. Dzięki temu na płycie pojawiło się więcej piosenek tanecznych. Album promowany był przez cztery single: „Angel”, „Oh!”, „Crazy” oraz utwór tytułowym i zajął 5. miejsce na liście 2004 roku. Zdobyli kilka wyróżnień, w tym po raz pierwszy Najlepszy Artysta Roku podczas Seoul Gayo Daesang. Kilka tygodni później, 29 grudnia, Shinhwa zostali nagrodzeni drugim daesang podczas SBS Gayo Daejeon w 2004 roku, wygrywając dwa z czterech możliwych daesang w owym roku; pozostałe dwa otrzymali Rain i Lee Soo-young.
Po sukcesie Brand New wyruszyli w trasę koncertową Shinhwa Summer Story 2004. Chociaż przez większą część 2005 roku Shinhwa byli nieaktywni, wydali dwa popularne single, „How Do I Say” i „Hey Dude!” i dali koncert Tropical Summer Story Festival. W owym roku Shinhwa prowadzili reality show pt. Let’s Coke Play Battle Shinhwa! – konkurs mający na celu znalezienie kolejnego Shinhwa, a zwycięska grupa zadebiutowała jako Battle pod wytwórnią Good Entertainment. Pod koniec roku Shinhwa wydali kompilację Winter Story 2004–05, która sprzedała się w liczbie 102 345 egzemplarzy.
Po przedłużeniu umowy z Good Entertainment na kolejne 3 lata, zespół wydał kolejny album State of the Art 11 maja 2006 roku. Zadebiutował na szczycie listy przebojów i sprzedał się w kraju w liczbie ponad 215 600 egzemplarzy. Brand New i State Of The Art zostały ich pierwszymi kolejnymi albumami nr 1, przy czym drugi z nich był trzecim najlepiej sprzedającym się albumem w 2006 roku, zaraz po The 3rd Masterpiece SG Wannabe i „O”-Jung.Ban.Hap. TVXQ. Po występie w tokiijskim Nippon Budōkan z okazji założenia Mnet Japan 16 sierpnia miał swoją premierę japoński album Inspiration #1. Shinhwa później wyruszyli w pierwszą trasę po Azji – Shinhwa 2006 Tour: State of the Art, rozpoczynając od dwóch koncertów na Olympic Gymnastics Arena w Seulu i odwiedzając Japonię, Chiny, Singapur, Hongkong, Tajlandię i inne kraje. Wystąpili także w Nippon Budōkan i Osaka-jo Hall w dniach 24 i 26 września w ramach Japan Tour Inspiration#1.

### 2007: Działalność solowa, 10-lecie i obowiązkowa służba wojskowa
W 2007 roku członkowie rozszerzyli swoją działalność solową, podczas przerwy w aktywności grupy, a każdy z członków założył własną firmę – M Rising (Min-woo), New Dream Entertainment (Andy), JF Story Entertainment (Jun Jin), H2 Entertainment (Dong-wan) i Top Class Entertainment (Eric) – aby zarządzać solową karierą. Dong-wan wydał również swój pierwszy album zatytułowany Kim Dongwan is 28 czerwca 2007 roku. Min-woo wydał swój trzeci album 10 lipca 2007 roku i chociaż zamierzał wydać go w Stanach Zjednoczonych, to ostatecznie krążek ukazał się w Korei. Hye-sung wydał swój drugi album 8 sierpnia 2007 roku.
Chociaż kolejną płytę planowali wydać w październiku 2007, to ostatecznie ukazała się 5 grudnia. CD singel zadebiutował na 3. miejscu listy Korea Monthly Albums (RIAK) i sprzedał się w liczbie 24 585 egzemplarzy. Niedługo po wydaniu Winter Story 2007 Shinhwa dali dwa koncerty azjatyckie 8 i 9 grudnia w Saitamie w Japonii, a następnie w Szanghaju. Świętując swoją rocznicę zespół zorganizował koncert z okazji 10-lecia i wydał swój dziewiąty album studyjny Shinhwa 9 jib (kor. 신화 9집). Ponieważ koncert był ostatnim koncertem przed rozpoczęciem służby wojskowej przez członków, wszystkie 22 tys. dostępnych miejsc zostały wyprzedane.
Eric rozpoczął służbę wojskową w październiku 2008, a Dong-wan w listopadzie. Jun Jin zaciągnął się 22 października 2009 roku. Andy zaciągnął się 11 stycznia 2010 roku i był jedynym członkiem, który odsłużył 21 miesięcy czynnej służby. Min-woo był ostatnim z członków, który rozpoczął służbę w lutym 2010 roku.

## Dyskografia

### Dyskografia koreańska
Albumy studyjne
- 1998: Haegyeolsa
- 1999: T.O.P.
- 2000: Only One
- 2001: Hey, Come On!
- 2002: Perfect Man
- 2002: Neoui Gyeolhonsik (Wedding)
- 2004: Brand New
- 2006: State of the Art
- 2008: Shinhwa 9 jib
- 2012: The Return
- 2013: The Classic
- 2015: WE
- 2017: 13th Unchanging – Touch

Inne albumy
- My Choice (Best Album) (2002)
- Winter Story
- Winter Story 2004-05
- Winter Story 2006~2007

Single CD
- Summer Story 2005
- Winter Story 2007

### Dyskografia japońska
- 2006: Inspiration #1